# Christopher Tainton
Christopher Tainton (* 1975 in Hamburg) ist ein deutscher Pianist.

## Leben
Tainton ist Sohn des Pianisten und Dirigenten Justus Frantz und der Pianistin Carol Tainton. Christopher besuchte das Albert-Schweitzer-Gymnasium in Hamburg und schloss es mit dem Abitur ab. Vater und Sohn treten zuweilen gemeinsam auf. Als Elfjähriger nahm er seine Studien bei Karl-Heinz Kämmerling an der Hochschule für Musik und darstellende Kunst Hannover auf und folgte Kämmerling später ans Mozarteum Salzburg.
Tainton gewann mehrere Jugendwettbewerbe und war Stipendiat der Studienstiftung des deutschen Volkes sowie der Deutschen Stiftung Musikleben.
Regelmäßig ist er Gast bei internationalen Festivals, wie z. B. dem Klavierfestival Ruhr, den Festspielen Mecklenburg-Vorpommern, dem Rheingau Musik Festival, dem Schleswig-Holstein Musik Festival, dem Ravinia Festival Chicago und den Salzburger Festspielen.
Christopher Tainton konzertiert mit führenden Orchestern, darunter dem NDR Sinfonieorchester, den Hamburger Philharmonikern unter Gerd Albrecht und Richard Hickox, der Philharmonie der Nationen unter Justus Frantz, dem Litauischen Kammerorchester unter Saulius Sondeckis, dem Georgischen Kammerorchester unter Liana Issakadse, dem London Philharmonic Orchestra, dem Orchestre de Paris und dem Chicago Symphony Orchestra unter Christoph Eschenbach, mit dem er seit jeher eng zusammenarbeitet.
Tainton widmet sich auch der zeitgenössischen Musik und arbeitete mit einem der bedeutendsten Komponisten der Gegenwart, Hans Werner Henze, zusammen. Er spielte u. a. die Uraufführung von dessen Sonatina 1947 im Jahre 2003 bei den Salzburger Festspielen; es folgten die CD-Ersteinspielungen des Kammerkonzertes, des Concertinos sowie des 1. Klavierkonzertes zusammen mit dem NDR Sinfonieorchester unter Peter Ruzicka (Wergo).
Tainton ist einer der wenigen Musiker, die vor Papst Johannes Paul II. in Castelgandolfo spielten.
Neben seiner solistischen Arbeit ist Christopher Tainton auch ein gefragter Kammermusiker, u. a. im Duo mit dem Cellisten Daniel Müller-Schott. Mit ihm und der Geigerin Baiba Skride konzertierte er auch bei den Salzburger Festspielen.